# Cholymelan
 Cholymelan  — дебютний альбом Diary of Dreams, який вийшов у 1994 році на незалежному лейблі Dion Fortune. 4 січня 1999 року, альбом, з чотирма бонус-треками, був перевиданий лейблом Accession Records.

## Композиції
1. Ein Wiegenlied — 4:19
2. At the border oF my nation — 4:36
3. Shattered disguise — 5:12
4. War on a meadow — 5:22
5. Holier then thou approach — 4:41
6. False aFFection, False creation — 5:00
7. And silence still remains — 4:42
8. Phantasmogoria — 5:27
9. To conquer the angel's laugh — 6:44
10. Cholymelan — 4:44
  - Трек містить сховану репризу пісні «Ein Wiegenlied», яка звучить після 30 секунд тиши
11. Between The Clouds (бонус 1999 року) — 4:54
12. The Stranger Remains (бонус 1999 року) — 5:35
13. Bird Without Wings (бонус 1999 року) — 2:38
14. Winter's Decay (бонус 1999 року) — 8:51

## Склад учасників
- Адріан Хейтс — вокал, гітара
- Алістер Кейн — гітара
- Елен Барелл — гітара